# ImPulsTanz

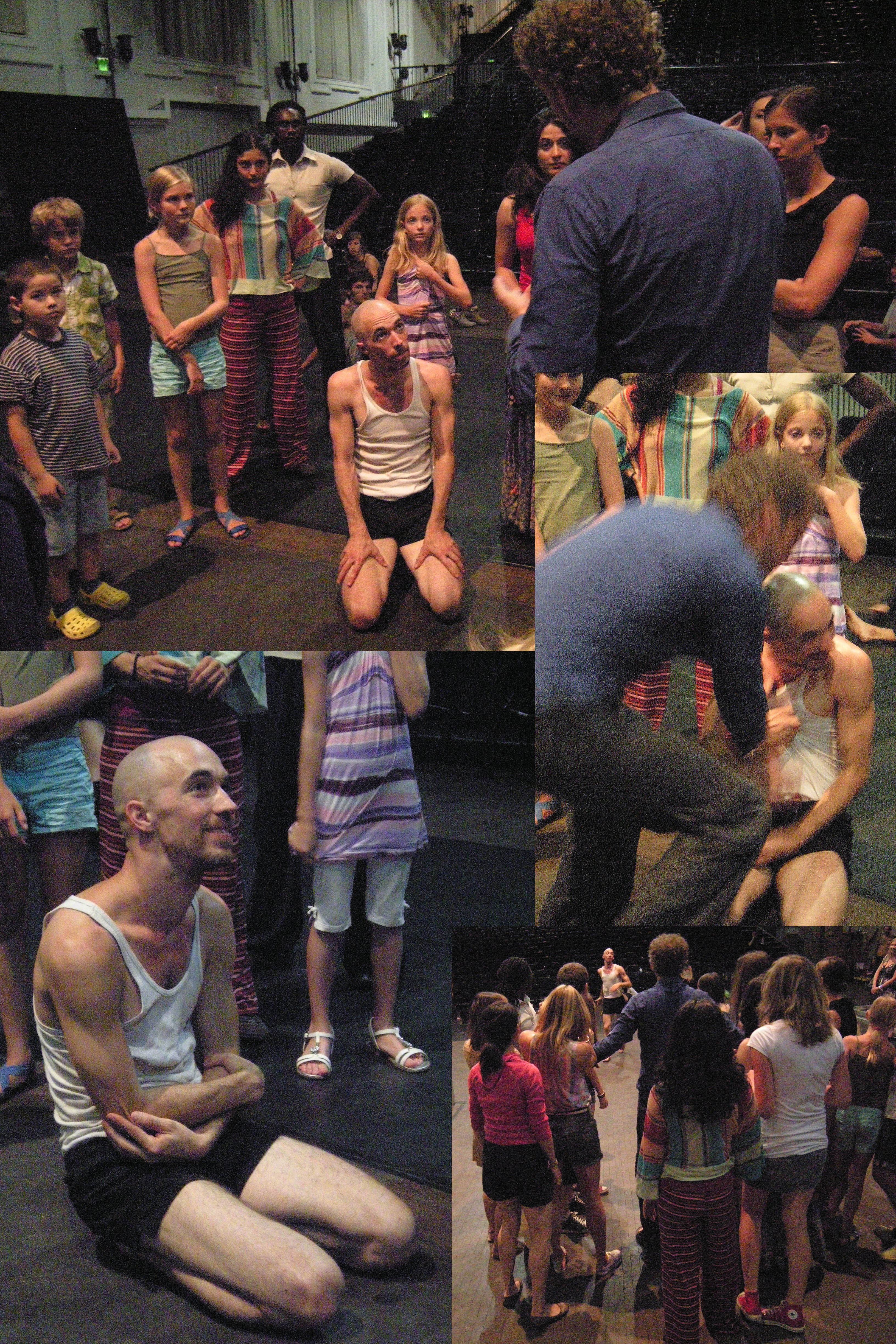
Wim Vandekeybus und Antony Rizzi bei den Vorbereitungen zur Eröffnung 2010

ImPulsTanz – Vienna International Dance Festival ist ein Wiener Tanz- und Performancefestival, das seit 1984 stattfindet und mittlerweile als das größte europäische Tanzfestival für zeitgenössische Tanzkunst gilt.
Das Festival wird in den Monaten Juli und August abgehalten und dauert bis zu fünf Wochen. Neben den Tanzvorstellungen, die als Gastspiele aus verschiedenen Ländern präsentiert werden, gibt es für Interessenten das Angebot, an Tanz-Workshops teilzunehmen. Die wichtigsten Spielstätten sind das Burgtheater, dessen Probebühne im Arsenal und das Schauspielhaus in der Porzellangasse. Mittlerweile werden über 40 Produktionen in 10 Spielstätten jährlich abgehalten und etwa 80 Dozenten beschäftigen sich in 160 Workshops mit rund 3000 Studierenden. Während des Festivals findet im Burgtheater Vestibül allabendlich die Impulstanz-Festival-Lounge statt, wo bei freiem Eintritt zu DJs und Live-Konzerten getanzt werden kann.

## Geschichte
Die ersten Internationalen Tanzwochen, wie das Festival früher hieß, wurden 1984 auf die Initiative des Kulturmanagers Karl Regensburger und des Choreografen Ismael Ivo auf der Schmelz veranstaltet. Damals hatte das Event vor allem einen Workshopfestival-Charakter. 1988, vier Jahre nach dem Gründungsjahr, wurde es zum Performance-Festival erweitert und erstmals als ImPulsTanz Festival ausgerufen. Gezeigt wurden unter anderem Werke von Wim Vandekeybus, Marie Chouinard und Mark Tompkins, die dem Festival bis heute treue Wegbegleiter sind. 1996 entstand weiters das Projekt danceWeb-Europe, eine Vernetzung europäischer Tanzinstitute ins Leben, die junge Künstler unterstützt und begleitet.
2020 wurde das Festival aufgrund der COVID-19-Pandemie abgesagt.

## Auszeichnungen (Auswahl)
- 2021: Österreichischer Kunstpreis für Darstellende Kunst für ImPulsTanz-Gründer Karl Regensburger und in memoriam Ismael Ivo[3]